# فرانز باير (ملحن)
فرانز باير (بالألمانية: Franz Beyer)‏ هو عالم موسيقى وملحن ألماني، ولد في 26 فبراير 1922 في فاينغارتن في ألمانيا، وتوفي في 29 يونيو 2018 في ميونخ في ألمانيا.

## وصلات خارجية
- فرانز باير على موقع ميوزك برينز (الإنجليزية)
- فرانز باير على موقع ديسكوغز (الإنجليزية)